# Stitswerdermaar

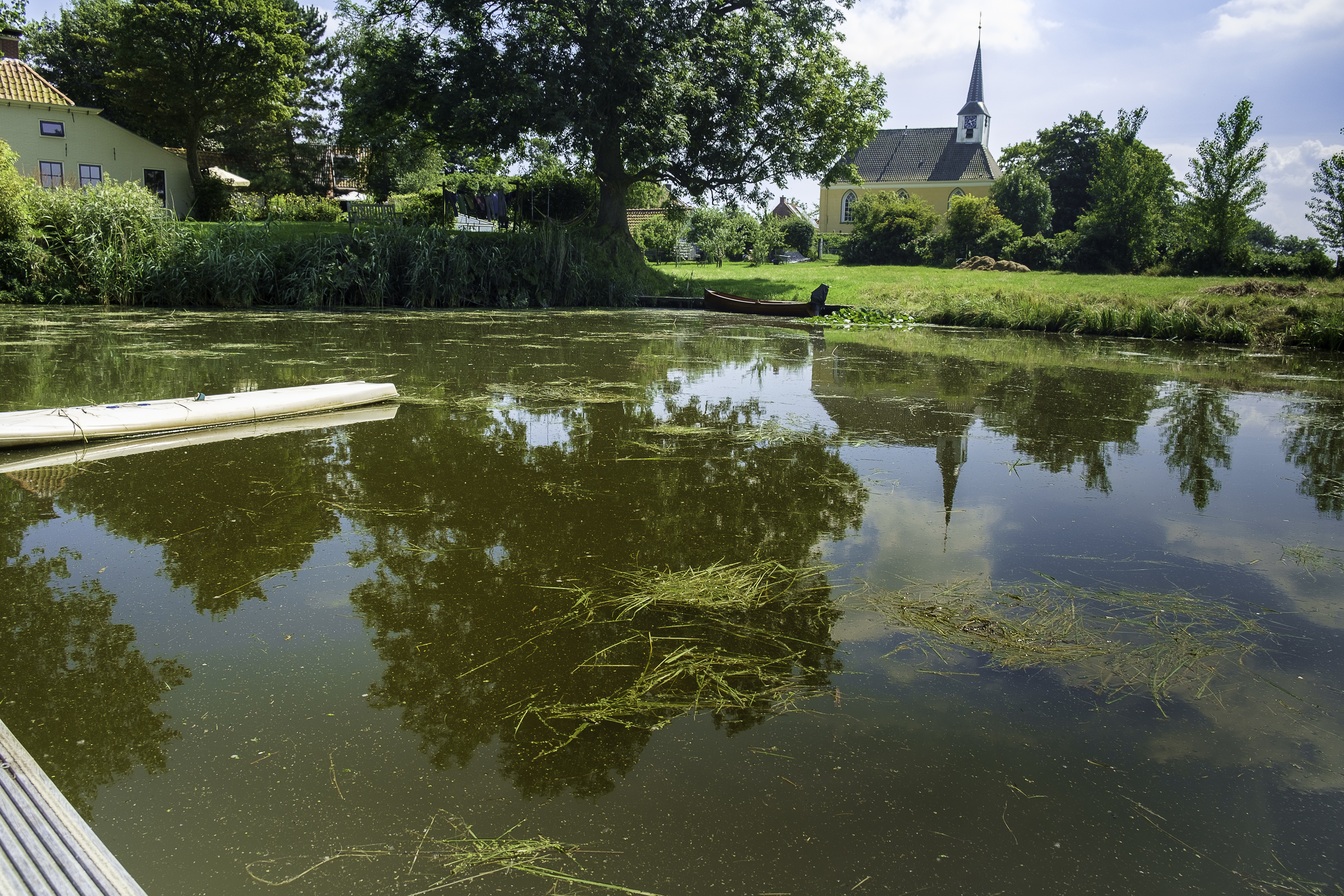
Gezicht over het haventje van Stitswerd op de Georgiuskerk in het dorp

De Stitswerdermaar is een maar in de gemeente Het Hogeland in de Nederlandse provincie Groningen. De maar is door de Stitswerderwoldtocht (Stitswerdertocht) naar het noorden toe verbonden met de Koksmaar.
De maar stroomt van het haventje van Stitswerd in het oosten naar de Delthe in het westen. In 1856 werd de maar verlengd naar het westen tot aan de Warffumermaar door het graven van het Kanaal door de Zuiderhorn (ook Verbindingskanaal genoemd) door een oude tochtsloot, waarbij dit kanaal onder de Delthe door werd gelegd. In de jaren 1920 was de waterloop nog van belang, daar toen de laad- en losplaats nog werd verbeterd door de gemeente. In de jaren 1930 was de scheepvaart over de Stitswerdermaar mogelijk flink teruggelopen, want toen werd een deel van de haven van Stitswerd gedempt, onder andere met afval uit de gemeente Kantens. In 1967 werd de Stitswerdermaar onttrokken aan het openbaar vaarverkeer. In de jaren 1970 werd de Stitswerdermaar weer op de Delthe aangesloten, maar werd de Delthe aan noordzijde afgedamd, zodat de uitmonding naar het zuiden via de Delthe nog steeds uitkomt op het Warffumermaar. Omdat de Delthe in het zuiden geblokkeerd wordt door een sluis, heeft het Stitswerdermaar geen open verbinding met andere waterwegen in Groningen. Het haventje van Stitswerd werd in 1995 weer uitgebaggerd, waarbij een kanosteiger werd aangelegd.
De Stitswerdermaar vormt de noordgrens van de polder Menkeweer en de zuidgrens van de Stitswerderwoldpolder.

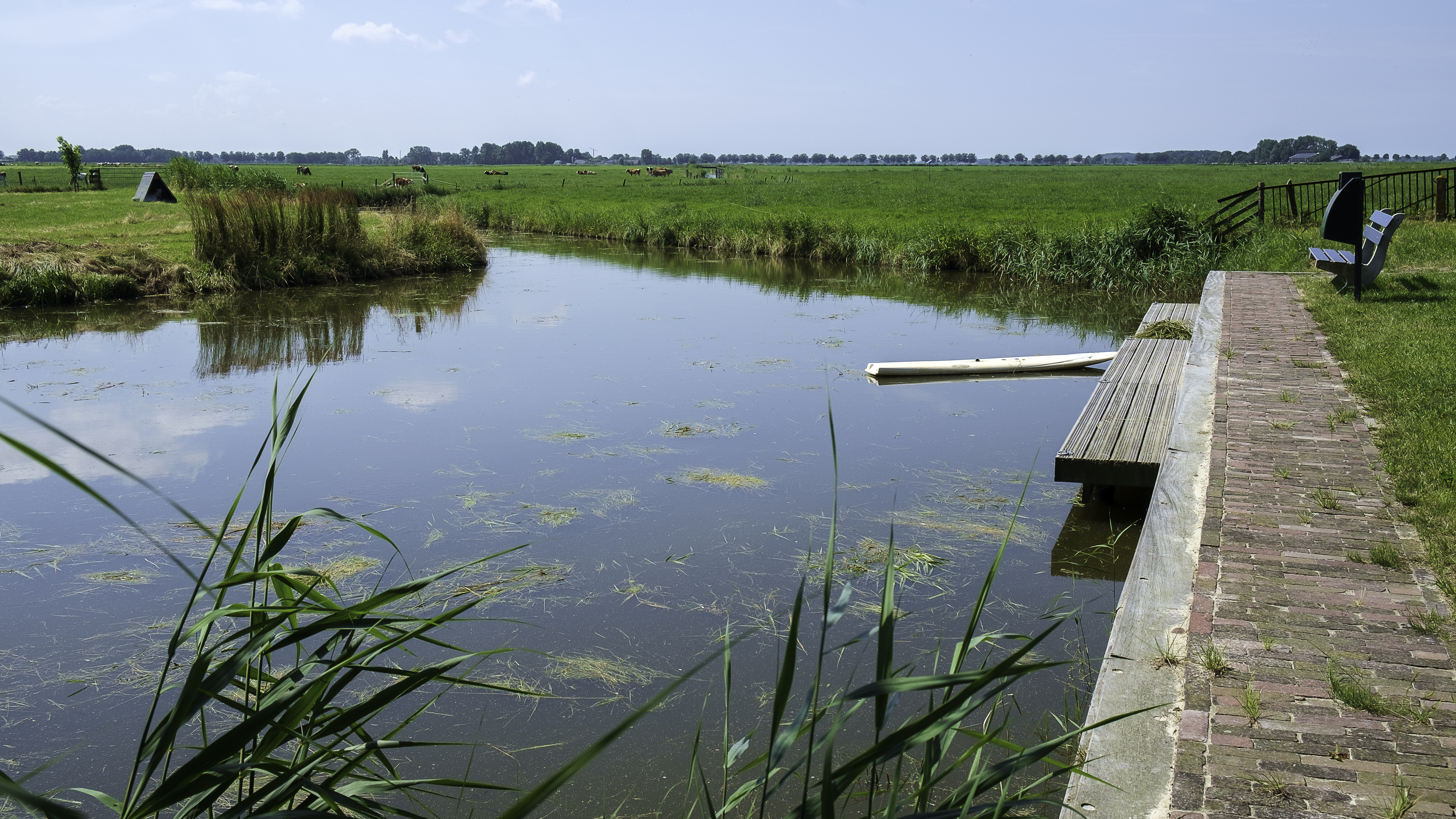
Haventje met de Stitswerdermaar op de achtergrond
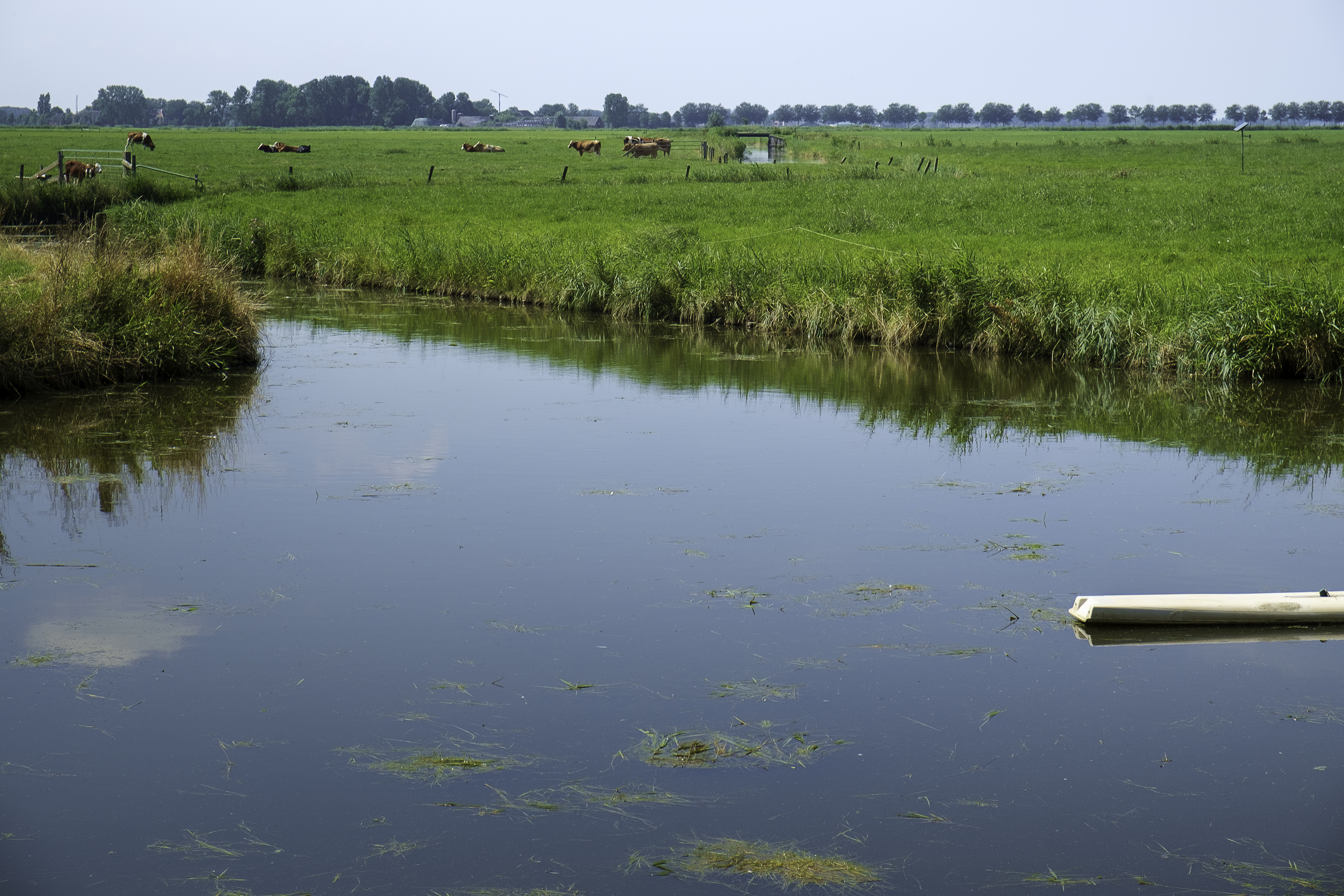
Stitswerdermaar vanaf Stitswerd